# Rolf Peschinoff
Rolf Lennart Peschinoff, född 20 februari 1949 i Malmö är en svensk målare. 
Han studerade vid Konstfackskolan i Stockholm 1972-1973 och vid Konsthögskolan i Stockholm 1974-1979. Separat debuterade han med en utställning på SDS-hallen i Malmö 1978 och har därefter ställt ut separat ett flertal gånger i Sverige. Han har medverkat i samlingsutställningar på Charlottenburg i Köpenhamn, Norrköpings konstmuseum, Borås konstmuseum, Stockholm Art Fair Sollentuna och var inbjuden att medverka i en utställning med Konstnärsklubben i Stockholm 2001. Bland hans offentliga arbeten märks utsmyckningar för S:t Görans sjukhus i Stockholm och en väggmålning på Arrheniuslaboratoriet i Stockholm. Han har tilldelats ett antal stipendium bland annat Konstakademiens Grez-sur-Loing 2006 och  Statligt arbetsstipendium ett flertal gånger. Hans konst består av ett abstrakt måleri. Peschinoff är representerad vid Norrköpings konstmuseum, Linköpings museum, Borås konstmuseum och i ett flertal statliga institutioner. 